# Affaire du curé d'Uruffe
L'affaire du curé d'Uruffe est une affaire criminelle française dans laquelle Guy Desnoyers, curé à Uruffe, a tué sa maîtresse, Régine Fays, 19 ans, le 3 décembre 1956.

## Guy Desnoyers
Guy Desnoyers est né le 24 février 1920 à Haplemont, un hameau du Saintois en Meurthe-et-Moselle. Issu d'une famille paysanne assez aisée et pieuse, il a une sœur handicapée, violée dans son enfance. Il est promis très jeune à la prêtrise par sa grand-mère maternelle, personnalité dominante dans la famille. Il va au petit, puis au grand séminaire à Bosserville et Villers-lès-Nancy. On le décrit comme un « bon gosse » mais ses pairs remarquent son goût pour les femmes et émettent des doutes sur sa vocation.
Pendant la Seconde Guerre mondiale, il est réquisitionné pour travailler dans une usine de Neuves-Maisons sous direction allemande, mais il aide également des prisonniers évadés chez son oncle par alliance Émile Marulier à Harol dans les Vosges. À la Libération, il prétendra même avoir tué un factionnaire allemand sans pouvoir en apporter la preuve.
La guerre terminée, il est ordonné prêtre en 1946, puis affecté à Blâmont comme vicaire. Son supérieur, l'abbé Klein, constate que sa nouvelle recrue préfère jouer au basket plutôt que lire de la théologie. Dès cette première nomination, alors qu'il a vingt-six ans et qu'il est encore vierge, il a une première liaison avec une femme, Madeleine. Cette liaison va être la cause d'une mutation autoritaire de ses supérieurs comme vicaire à Réhon, dans le nord de la Meurthe-et-Moselle. Des rumeurs lui prêtent alors d'autres aventures féminines, notamment avec une veuve fortunée qui vient tout juste de perdre son époux. Celle-ci lui donnera 150 000 francs pour la réfection du toit de l'église et pour l'achat d'une Renault 4CV. Cela ne l'empêche pas de continuer à voir régulièrement Madeleine. Ainsi, tout en ayant des relations avec d'autres maîtresses, la relation entre Desnoyers et Madeleine durera jusqu'en octobre 1956, soit dix années.

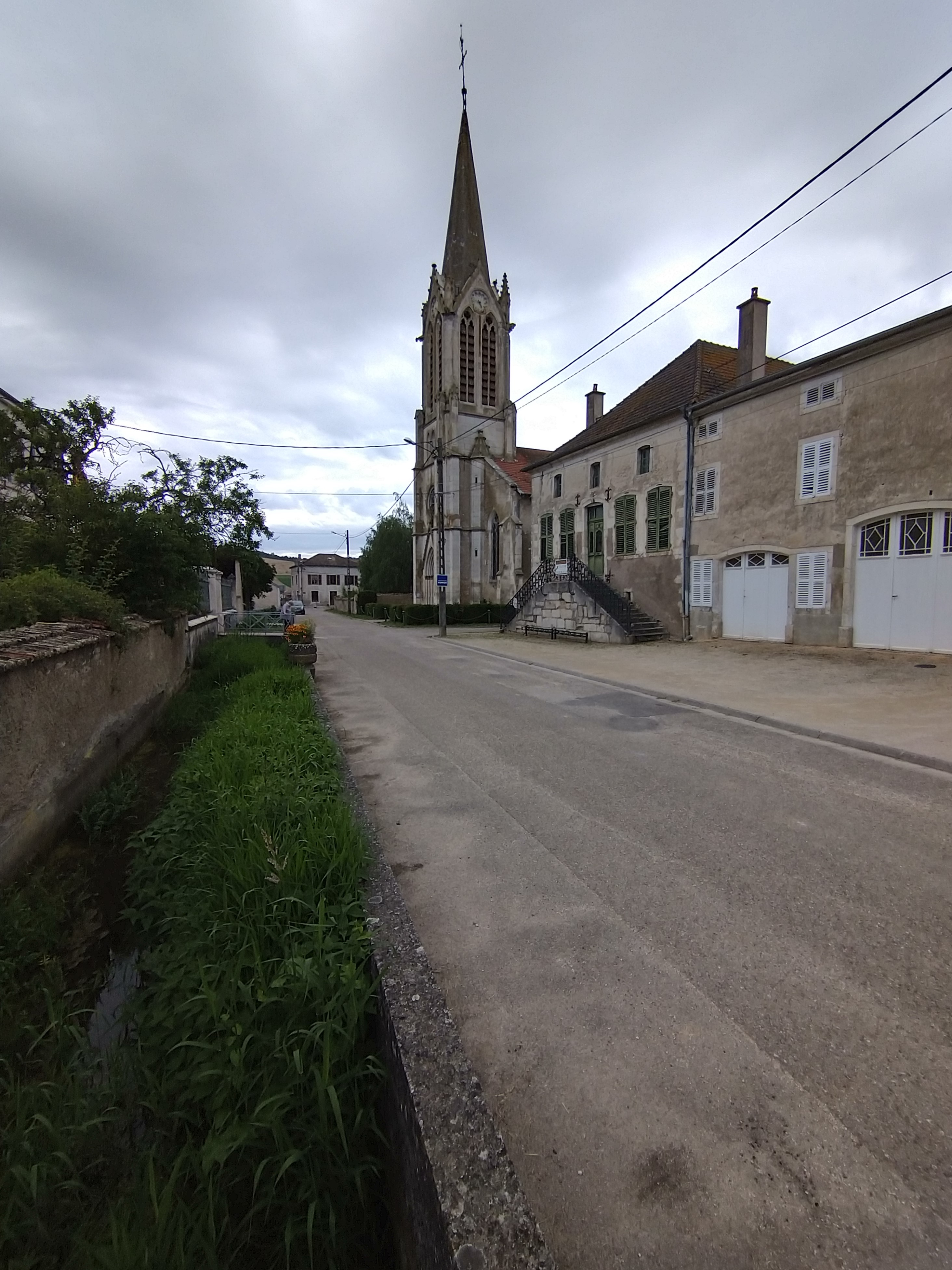
Église Saint-Martin d'Uruffe.

En juillet 1950, il est nommé curé de la paroisse d'Uruffe, village de 392 habitants jouxtant le département de la Meuse. Prêtre actif et plutôt apprécié de ses paroissiens, il s'illustre notamment en montant avec les jeunes garçons du coin une équipe de football ou en organisant des excursions. Les anciens du village trouvent ce prêtre assez singulier, mais les jeunes aiment cette personnalité « moderne » pour l'époque. Ils le trouvent accessible. Mais Guy Desnoyers entretient des relations avec plusieurs femmes de la région, dont certaines sont mineures (l'âge de la majorité étant alors fixé à 21 ans). En décembre 1953, Guy Desnoyers conçoit un enfant avec une adolescente de quinze ans, Michèle Léonard. À la suite de rumeurs qui courent dans le village, il la persuade d'accoucher clandestinement dans l'Ain et d'abandonner « l'enfant du péché » à l'Assistance publique. L'évêque de Nancy, Marc-Armand Lallier, qui prend connaissance de ces faits, décide de rendre visite au prêtre. Celui-ci se jette à ses genoux et demande à son évêque de croire en son innocence. L'entrevue a ébranlé Lallier qui renouvelle sa confiance au prêtre. Les mois se succèdent alors avec des absences répétées du curé qui inquiètent ses paroissiens. Desnoyers évoquera plus tard des périodes « de tourments et d'angoisse ».

## Faits et enquête
En 1956, il a une relation avec Régine Fays, femme mineure d'Uruffe âgée de dix-neuf ans, qui travaille comme ouvrière à la verrerie de Vannes-le-Châtel. Séduite au cours d'une activité théâtrale qu'il avait créée, elle se trouve enceinte du prêtre, comme Michèle Léonard trois ans plus tôt. Desnoyers persuade le père de Régine que l'amant de sa fille est un jeune homme du cru qui l'a violée au cours d'une fête du village et qui est parti pour la guerre d'Algérie. Peu de monde croit en son histoire et il proteste publiquement devant ses paroissiens en dénonçant une calomnie. Régine Fays promet de garder le secret de la paternité de l'enfant mais refuse d'accoucher clandestinement, d'abandonner son enfant ou d'avorter.
Le 3 décembre 1956, peu avant la date prévue pour l'accouchement, Desnoyers prend peur et entraîne la future mère sur la petite route déserte qui mène à Pagny-la-Blanche-Côte. Il arrête sa 4 CV près d'un bosquet et à deux reprises propose à la femme de lui donner l'absolution. Étonnée, celle-ci refuse et s'éloigne à pied. Guy Desnoyers la suit tenant son pistolet de calibre 6,35 mm à la main. Il tire alors à trois reprises sur sa maîtresse dans la nuit. Sitôt après l'avoir tuée, il l'éventre à l'aide d'un canif de scout, sort le fœtus viable (elle est alors enceinte de huit mois et l'autopsie révélera que le nourrisson était en vie), une petite fille qu'il baptise pour la sauver des limbes. Il la tue à coups de couteau, puis lui taillade le visage afin d'effacer toute éventuelle ressemblance. Il pousse ensuite la mère et son enfant dans un fossé.
Dans la soirée, les parents de Régine Fays s'inquiètent de sa disparition. Le curé alerte le maire, fait sonner le tocsin et organise lui-même les recherches pour la retrouver et tenter ainsi d'écarter les probables soupçons qui vont peser sur lui. À une heure du matin, Desnoyers désigne un fossé au bord de la route dans lequel gît la femme. Les soupçons se dirigent rapidement vers le curé : une amie de la victime confie à la police que la femme lui avait dit que le curé était le père. Une douille de 6,35 mm est retrouvée près du corps, or Desnoyers est détenteur d'un permis de port d'arme pour ce calibre. Placé en garde à vue le 5 décembre 1956, Guy Desnoyers nie avec véhémence. Il prétend d'abord qu'il connaît le meurtrier mais qu'il lui est impossible de le dénoncer à cause du secret de la confession auquel il est lié. Il avoue finalement au bout de quarante-huit heures.
En cette période d'Avent et de Saint-Nicolas, l'affaire fait grand bruit. Il est écroué en prison sous un faux nom pour éviter toute vengeance. L'Église organise des cérémonies expiatoires pour ses crimes. Lors de la messe pour la jeune fille, le chanoine Henri Mansuy, vicaire capitulaire de Nancy qui assure l'intérim de l'évêque Lallier après son départ en 1956, dira « L'humain est incapable de dire ce qu'il ressent quand l'inhumain a fait ce qu'il a fait… Je parle au nom des 700 prêtres du diocèse. Nous sommes solidaires dans l'humiliation et dans la honte. Que le coupable expie comme il doit expier ! ». Dans l'église, des femmes et des hommes tombaient évanouis ou en proie à des crises de nerfs.

## Procès et condamnation
À l'époque, toute la France est horrifiée par ce double crime odieux. Le procès débute à la Cour d'assises de Nancy le 24 janvier 1958, un an après les faits. La foule massée au palais de justice réclame la peine de mort pour ce prêtre fornicateur.
Le 26 janvier, après deux jours de procès, le procureur donne raison à la foule dans son réquisitoire :

« Je ne sais si ce Dieu que vous avez ignominieusement servi aura pitié de vous à l'heure, peut-être proche, de votre mort. Moi, je ne connais que la justice des hommes et je sais qu'elle ne peut vous pardonner. »

L'avocat de la défense, le bâtonnier Robert Gasse lui répond :

« Dieu des croyants, descendez dans la conscience de la cour, dans l'âme des jurés. Dites-leur qu'ils n'ont pas le droit de toucher à la vie parce que la vie vous appartient à vous seul. »

Avant les délibérations des jurés, Desnoyers fait une dernière déclaration :

« Je suis prêtre, je reste prêtre, je réparerai en prêtre. Je m'abandonne à vous parce que je sais que devant moi vous tenez la place de Dieu. »

Après une heure et quarante minutes de délibération, les sept jurés lorrains rendent leur verdict. À toutes les questions posées (sur le double crime, sur l'infanticide et sur la préméditation), les réponses des jurés sont « oui » à la majorité. Toutefois on reconnait à l'accusé des circonstances atténuantes, ce qui lui permet d'échapper à la peine capitale. Il est alors condamné aux travaux forcés à perpétuité.

## Épilogue
Le 5 août 1978, après vingt-deux ans de détention, Desnoyers, devenu le plus ancien prisonnier de France, obtient une liberté conditionnelle. Différentes rumeurs le voient dans le Sud de la France, en Louisiane, ou en ménage avec une visiteuse de prison.
Comme le prévoyait sa liberté conditionnelle, il s'est en fait retiré en l'abbaye Sainte-Anne de Kergonan à Plouharnel, dans le Morbihan. Il y meurt le 21 avril 2010 à l'âge de quatre-vingt-dix ans.
Dans le cimetière d'Uruffe, à l'origine la tombe des deux victimes portait sur une plaque l'inscription suivante : « Ici repose Fays Régine tuée le 3 décembre 1956 par le curé de la paroisse à l'âge de 19 ans ». En dépit des demandes répétées de l'évêché, la famille de Régine a toujours refusé de la retirer. Depuis le décès du père de Régine, l'épitaphe a été amputée à deux reprises. En effet, à la suite des pressions réitérées de l'Église qui revint à la charge, elle ne mentionne plus aujourd'hui que les noms des deux victimes du prêtre Desnoyers, sans plus de précision ni sur leur assassinat, ni sur leur assassin. Sur le site GénéaFrance, le nom de Régine Fays n'apparaît pas, contrairement à celui de son assassin. De plus, dans le cimetière, on ne trouve aucune trace des deux suppliciées. Il existe seulement une tombe Famille Fays.

## Dans la fiction

### Littérature inspirée par l'affaire
- Marcel Jouhandeau, Trois crimes rituels, Paris, Gallimard, 1962, 90 p. (ISBN 2-07-023452-5) ; rééd. Nolay, Éditions du Chemin de fer, 2017, 67 p.  (ISBN 978-2-916130-93-4).
- Jean-François Colosimo, Le Jour de la colère de Dieu, Paris, Jean-Claude Lattès, 2000, 266 p. (ISBN 978-2-7096-2163-2).
- Jean Raspail, La Miséricorde, Paris, Les Équateurs, 2019, 173 p. (ISBN 978-2-84990-596-8).
- Arnaud Zuck, L'Aube du diable, Plombières-les-Bains, Ex Æquo, coll. « Hors temps », 2021, 291 p. (ISBN 979-10-388-0114-1).

### Filmographie
Quatre films se sont inspirés de cette affaire :
- Marie et le Curé (1967), court métrage de Diourka Medveczky (dit le Christ), avec Jean-Claude Castelli dans le rôle du curé, ainsi que Bernadette Lafont ;
- Ici-bas (1996), court métrage de Philippe Ramos, avec Pascal Andres dans le rôle du curé ;
- Le Prince de ce monde (2008), long métrage de Manuel Gomez, avec Laurent Lucas dans le rôle du curé, ainsi que Lio et Charlotte Vandriessche ;
- Fou d'amour (2015), long métrage de Philippe Ramos, avec Melvil Poupaud dans le rôle du curé, ainsi que Dominique Blanc dans celui de la veuve fortunée et Diane Rouxel dans celui de la victime.

### Documentaires télévisés et émissions de radio
- « Le curé d'Uruffe » le 6 décembre 2013 dans 50 ans de faits divers sur 13e rue et Planète+ Justice.
- Le curé d'Uruffe, un diable assassin, sur L'Heure du crime (RTL), le 28 avril 2021.